# Луна-М (ракетный комплекс)
«Луна-М» (Индекс ГРАУ — 9К52, по классификации НАТО — FROG-7) — семейство советских тактических ракетных комплексов с неуправляемой баллистической ракетой, пришло на смену комплексу 2К6 «Луна».
В середине 1970-х годов комплекс начал заменяться комплексом «Точка».

## Тактико-технические характеристики
- Дальность стрельбы — 15…70 км.
- Круговое вероятное отклонение — до 700 метров.
- Ракеты — 9М21Б с ядерной БЧ 9Н32, 9М21Ф с осколочно-фугасной БЧ 9Н18Ф, 9М21Д с агитационной БЧ 9Н18А и 9М21Г с химической БЧ 9Н18Г; также в 1969 году была принята на вооружение осколочная БЧ 9Н18К кассетного типа[1].
- Масса установки — 16,4 т, ракеты (9М21) — 2,5 т. Расчёт — 5 человек. Пусковая установка — на шасси ЗИЛ-135ЛМ, транспортная машина — на шасси ЗИЛ-135ЛТМ[1].
- Масса транспортной машины без ракет — 12,15 т, расчёт — 2 человека.
- Максимальная скорость машин — 60 км/ч[2].

## Модификации

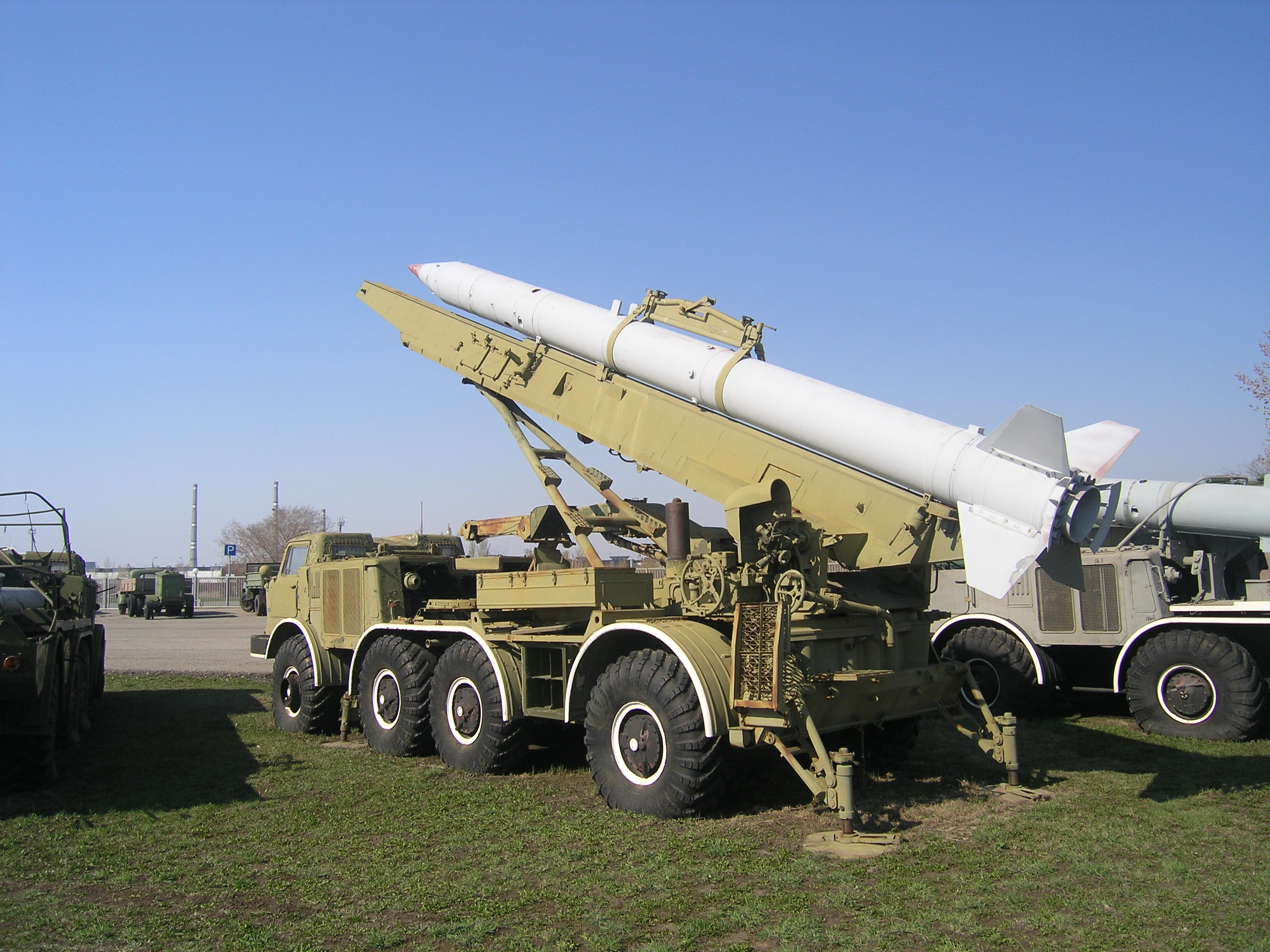
Пусковая установка 9П113 с ракетой 9М21

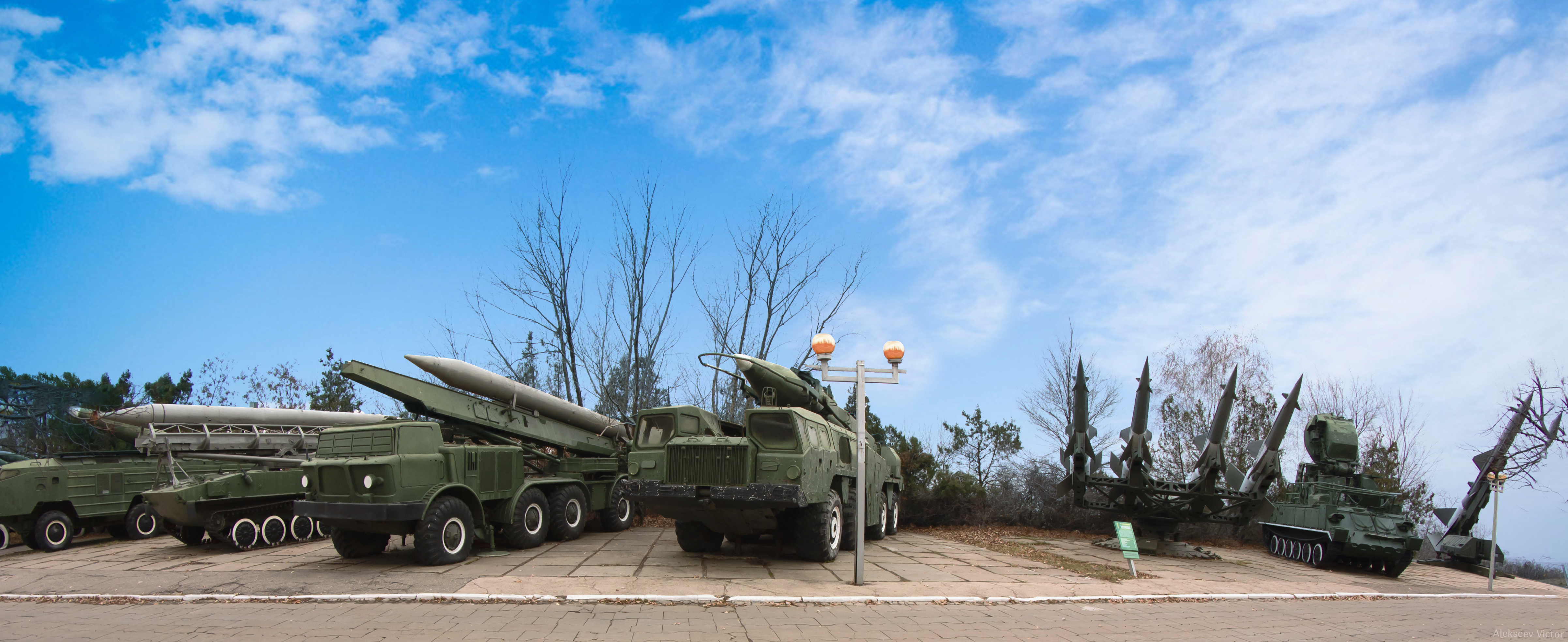
Пусковая установка 9П113 с ракетой 9М21 (слева) в парке Победы (Саратов)

### 9К52 Луна-М
По классификации НАТО — FROG-7A (с ракетами 9М21Б, 9М21Ф и 9М21Г), FROG-7B (с ракетами 9М21Б1 и 9М21ОФ). Разработка комплекса началась весной 1961 года по Постановлению Совета министров СССР от 17.02.1961. Принят на вооружение 6 августа 1964 года.
Разработчик — Московский институт теплотехники (МИТ).
Главный конструктор — Н. П. Мазуров.
Состав комплекса:
- Самоходная пусковая установка 9П113
- Транспортная машина с тремя[2] запасными ракетами

СПУ 9П113 получила собственный гидромеханический кран грузоподъёмностью 3 т, что позволило отказаться от отдельного крана, необходимого для перегрузки ракет.

### 9К53 Луна-МВ
Работы по разработке комплекса были начаты по Постановлению Совета министров СССР от 05.02.1962. В составе комплекса предполагалось использование транспортируемой вертолётами Ми-6 или Ми-10 пусковой установки 9П114 на колёсном шасси с ракетой 9М21. Работы по созданию комплекса были прекращены в 1965 году из-за проблем с топографической привязкой стартовой позиции и сложностей с транспортировкой вертолётом Ми-10.

### Луна-3
Работы по разработке комплекса были начаты по Постановлению Совета министров от 20.07.1966 с целью создания управляемой модификации ракеты с КВО менее 500 м на дальности 70 км. Из-за неудовлетворительных результатов испытаний работы были остановлены в 1969 году.

### 9К52ТС Луна-ТС

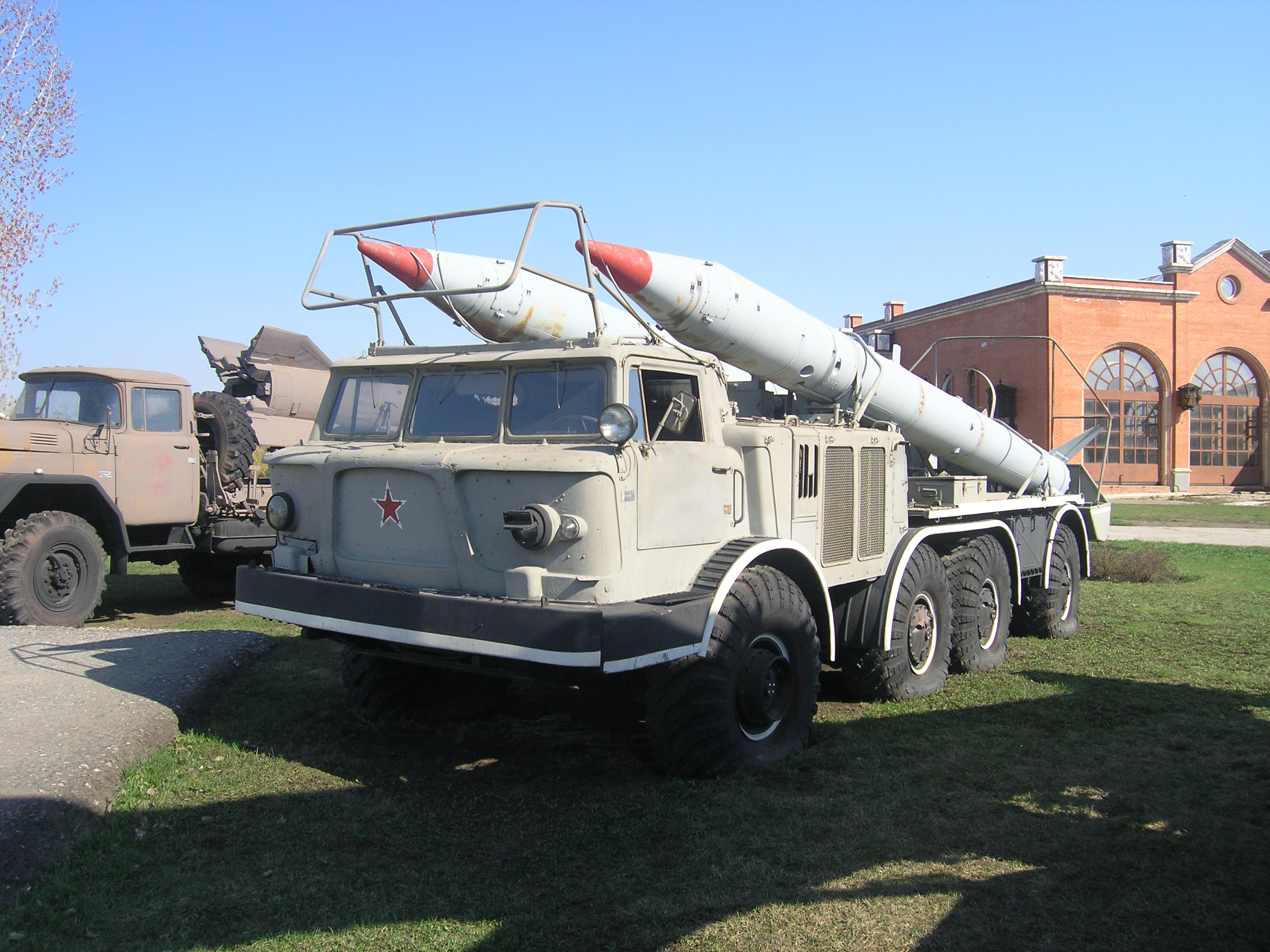
Транспортная машина 9Т29 ракетного комплекса «Луна-М» в Техническом музее Тольятти

Разработан в 1968 году. Ракеты — с фугасной боевой частью, использование ядерной БЧ не предполагалось. Данная модификация комплекса активно поставлялась на экспорт. Литеры «ТС» в обозначении комплекса расшифровываются как «тропический, сухой».

## Боевое применение

### Война Судного дня
Применялись арабской стороной во время войны Судного дня.
У Египта имелось не менее 24 пусковых установок. 6 октября по линии Бар-Лева египтянами были произведены пуски 12 ракет с трёх позиций. За всю войну Египет выпустил 80 ракет «Луна» по израильским силам в оккупированном Синае. Результаты попаданий известны лишь отрывочно, в районе «Китайской фермы» попадания ракет привели к тяжёлым потерям живой силы Израиля, также известно что в северной части фронта попаданиями ракет были уничтожены не менее 5 систем ПВО.
Сирийцы в в первый день запустили 3 ракеты. 8 октября Сирия запустила ещё 7 ракет и 9-го числа ещё 6, всего 16 ракет. 1 или 2 ракеты попали по авиабазе Рамат-Давид, также были попадания ракет по городу Мигдаль-ха-Эмек, мошавам Кфар-Барух и Нахалаль, кибуцам Ифат и Гват. 2 или 3 попадания привели к значительным разрушениям военной инфраструктуры Израиля, гражданские строения также пострадали. Некоторое количество израильтян пострадало, в частности погиб один пилот и несколько десятков человек было ранено.

### Война в Афганистане
На окончательной стадии Афганской войны, непосредственно перед выводом войск, в октябре 1988 года в Афганистан из состава КТуркВО был введён 47-й отдельный ракетный дивизион (47-й ордн). Это единственный прецедент в истории ВС СССР по боевому применению тактических ракет. 47-й ордн за три оставшиеся месяца до вывода войск, произвёл 92 запуска по позициям афганских моджахедов.

### Ирано-иракская война
Ирак в ходе войны выпустил по Ирану 67 ракет из комплексов «Луна-М». По иранским данным иногда попадания этих ракет приводили к огромным потерям, например, в результате попадания первой же выпущенной ракеты потери иранцев составили 70 убитыми и 300 ранеными.

### Война в Персидском заливе

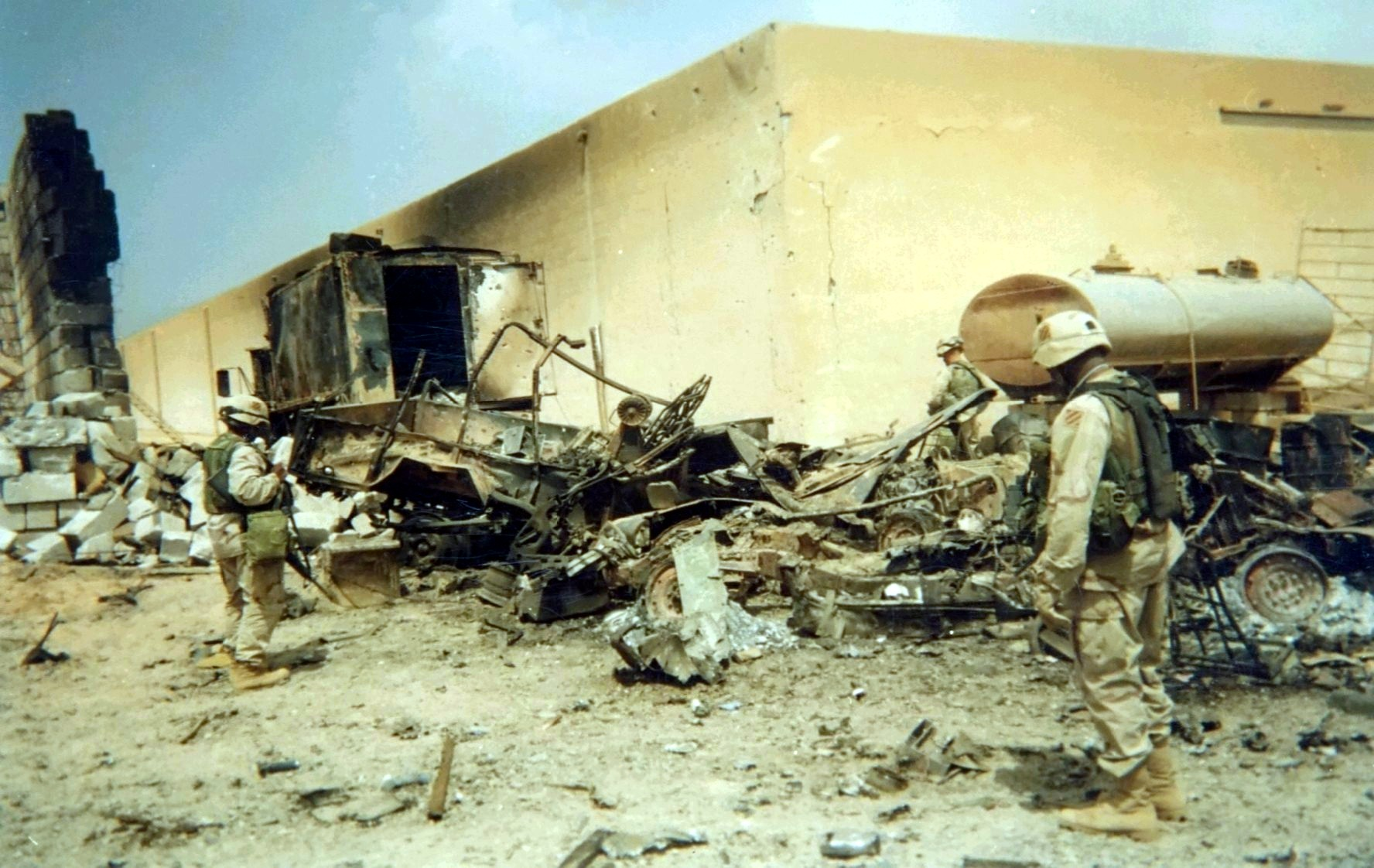
Американский командный центр 2-й бригады 3-й пехотной дивизии, после поражения иракской ракетой, 2003 год

По разным оценкам перед войной с Кувейтом у Ирака имелось от 25 до 30 ракетных комплексов «Луна-М». В ходе войны с Кувейтом в августе 1990 года Ирак в качестве трофеев захватил 12 ракетных комплексов данного типа и 120 баллистических ракет к ним.
В ходе операции «Буря в пустыне» в январе-феврале 1991 года Ирак совершил 86 пусков ракет по противнику из комплексов «Луна-М».
Во время войны в Персидском заливе только подразделениями морской пехоты США были уничтожены 5 позиций ракетных комплексов «Луна-М». Иракцы использовали «Луна-М» в роли приманки, выдавая эти уже давно устаревшие ракетные комплексы под видом дальнобойных систем «СКАД». Несколько подразделений были подготовлены именно для имитации настоящих ракетных комплексов. С другой стороны, такие ракеты активно применялись для нанесения ударов в ходе наступления на саудовский город Хафджи. Пытаясь остановить ракетные обстрелы были отправлены самолёты-штурмовики, один из которых был сбит над позициями ракетных установок «Луна-М». 21 февраля 1991 ракетой «Луна-М» на территории Саудовской Аравии было поражено расположение сенегальских солдат, 1 единица техники вышла из строя, 8 солдат было ранено, в другом случае иракская ракета попала по расположению 1-й кавалерийской дивизии США, ранив 23 американских солдат.
После войны у Ирака осталось 29 ракетных комплексов «Луна-М». США обвинили Ирак в том что он не хочет возвращать трофейные пусковые установки Кувейту.

### Война в Ираке

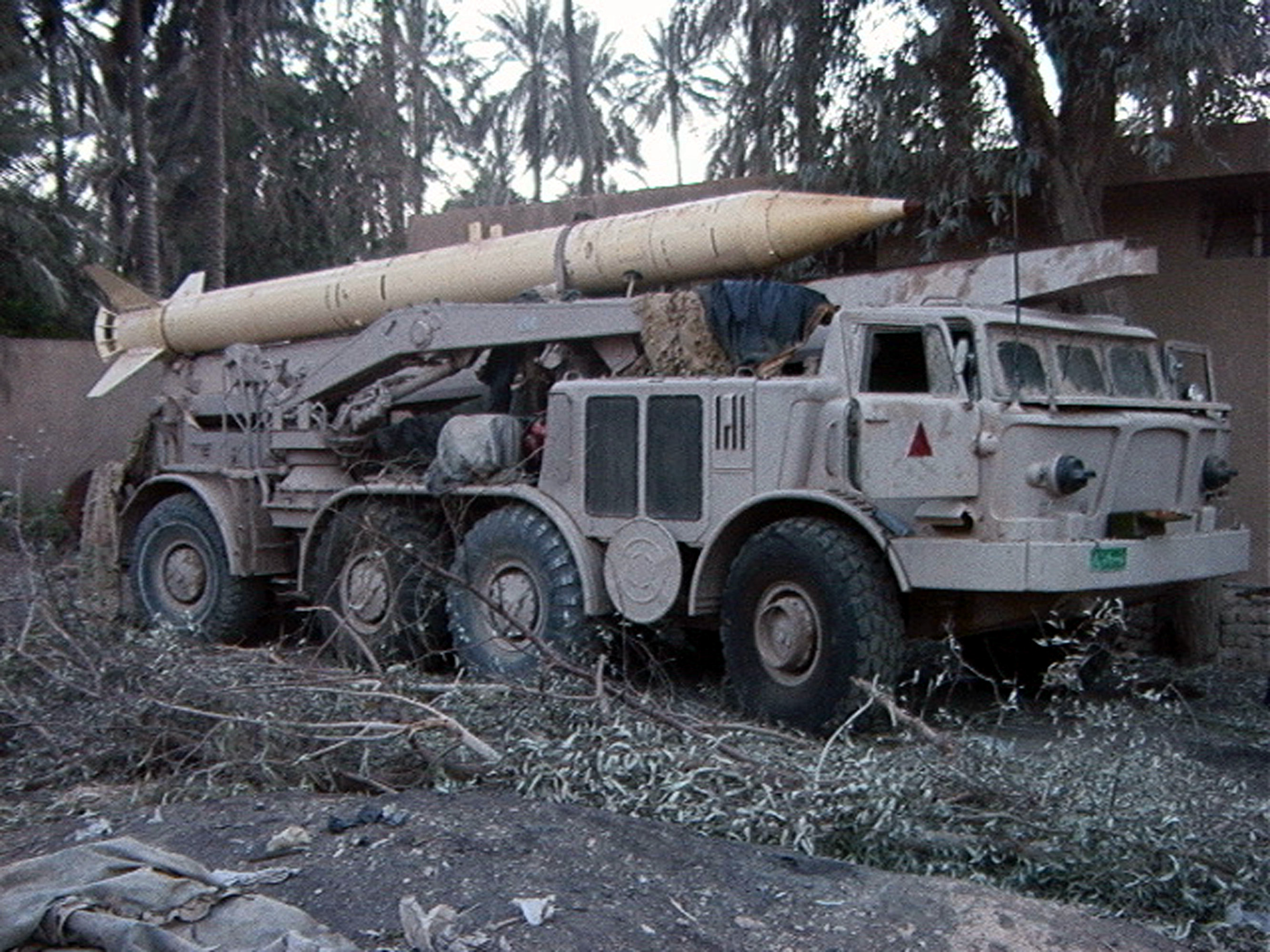
Иракская пусковая установка, захваченная морской пехотой США, 2003 год

За время войны в Ираке, иракская армия запустила 3 или 5 ракет Аль-Самад II (иракская версия ракеты ТРК «Луна-М»).
- 27 марта 2003 года иракская ракета Аль-Самад II была запущена по главной американской базе в Кувейте «Кэмп Доха». При подлёте ракета была поражена комплексом ЗРК «Пэтриот». На базу обрушились обломки ракеты, никто не пострадал. Другая иракская ракета упала недалеко от торгового центра в Кувейт-Сити, было ранено два человека и повреждён сам торговый центр[28].
- 7 апреля 2003 года иракская версия ракеты ТРК «Луна-М» поразила командный центр 2-й бригады 3-й пехотной дивизии США. В результате взрыва погибло 3 солдата и 2 журналиста, 17 ранено. Также было уничтожено 17 военных автомобилей HMMVV и повреждено 5 бронемашин[29][30][31].

### Гражданская война в Сирии
Применялась правительственными войсками в ходе гражданской войны в Сирии.

## На вооружении
- Беларусь — некоторое количество (совокупно 36 комплексов «Луна» и «Точка»), по состоянию на 2016 год[33]
- Египет — 9 комплексов 9К52, по состоянию на 2016 год[34]
- Куба — 65 ПУ, по состоянию на 2016 год[35]
- Сирия — от 18 до 30 ПУ, по состоянию на 2016 год[36]
- КНДР — 24 комплекса 2К6/9К52 (FROG-3/FROG-5/FROG-7), по состоянию на 2016 год[37]

### Снят с вооружения
- Афганистан — некоторое количество комплексов 9К52, по состоянию на 2010 год[38]
- Болгария — 28 ПУ «Луна-М», по состоянию на 1995 год[39]
- Украина — 50 по состоянию на 2015 год[40]
- Венгрия
- ГДР
- Ирак — до 50 комплексов по состоянию на 2001 год[41]
- Йемен — 12 комплексов 9К52, по состоянию на 2010 год[42]
- Кувейт — 12 комплексов 9К52 по состоянию на 1989 год[17]
- Ливия — 45 комплексов 9К52, по состоянию на 2010 год[43] (40 ПУ на 1997 год[44])
- Польша — 49 комплексов 9К52, в 1966—2001 годах[45]
- Румыния — около 20 ПУ «Луна-М», по состоянию на 1997 год[46]
- Россия — 16 комплексов 9К52, по состоянию на 2010 год.
- Чехословакия
- Югославия

## Музейные экспонаты
- Музейный комплекс УГМК, г. Верхняя Пышма, Свердловская область.